# Салапу, Ники
Ники Салапу (англ. Nicky Salapu; род. 1980) — футболист, вратарь сборной Американского Самоа по футболу.

## Биография
Родился 13 сентября 1980 года в Паго-Паго, Американское Самоа. Играл за футбольный клуб «ПансаИст», который покинул в декабре 2008 года. Затем Ники выступал за клуб «Маербах» в низшем дивизионе австрийской лиги. С 2008 по 2013 год играл за футбольный клуб «Митра Кукар» в Индонезии.

## Интересный факт
В матче Австралия — Американское Самоа, проигранный гостями со счетом 31:0, все голы пропустил Ники Салапу, что является рекордом ФИФА.